# Albin Rogalski
Albin Edward Rogalski (ur. 16 stycznia 1897 w Winnikach, zm. 25 października 1952 w Londynie) – podpułkownik piechoty Wojska Polskiego i Polskich Sił Zbrojnych, kawaler Orderu Virtuti Militari.

## Życiorys
Urodził się 16 stycznia 1897 w Winnikach, w rodzinie Jana i Katarzyny z Kaczanowiczów.
3 maja 1922 został zweryfikowany w stopniu porucznika ze starszeństwem od 1 czerwca 1919 i 394. lokatą w korpusie oficerów piechoty. 31 marca 1924 prezydent RP nadał mu stopień kapitana ze starszeństwem z dnia 1 lipca 1923 i 213. lokatą w korpusie oficerów piechoty. 2 grudnia 1930 prezydent RP nadał mu stopień majora z dniem 1 stycznia 1931 i 98. lokatą w korpusie oficerów piechoty. W marcu 1931 został przeniesiony do 1 pułku strzelców podhalańskich w Nowym Sączu na stanowisko dowódcy batalionu.
Na podpułkownika został awansowany ze starszeństwem z 19 marca 1938 i 57. lokatą w korpusie oficerów piechoty. W marcu 1939 pełnił służbę w 75 pułku piechoty w Chorzowie na stanowisku I zastępcy dowódcy pułku. 24 sierpnia 1939 objął dowództwo rezerwowego 203 pułku piechoty i walczył na jego czele w kampanii wrześniowej. Dostał się do niemieckiej niewoli. Przebywał w Oflagu VII A Murnau. Po uwolnieniu z niewoli został przyjęty do 2 Korpusu Polskiego we Włoszech i przydzielony do 3 Brygady Strzelców Karpackich na stanowisko zastępcy dowódcy brygady.
Zmarł 25 października 1952 w Londynie. Został pochowany na cmentarzu North Sheen.

## Ordery i odznaczenia
- Krzyż Srebrny Orderu Wojskowego Virtuti Militari – 13 kwietnia 1921 nr 2598[17][1][18][14]
- Krzyż Walecznych[19][20][14]
- Złoty Krzyż Zasługi – 11 listopada 1934 „za zasługi na polu akcji przeciwpowodziowej”[21][22][14]

9 grudnia 1935 Komitet Krzyża i Medalu Niepodległości odrzucił wniosek o nadanie mu tego odznaczenia „z powodu braku pracy niepodległościowej”.